# 버팀막대

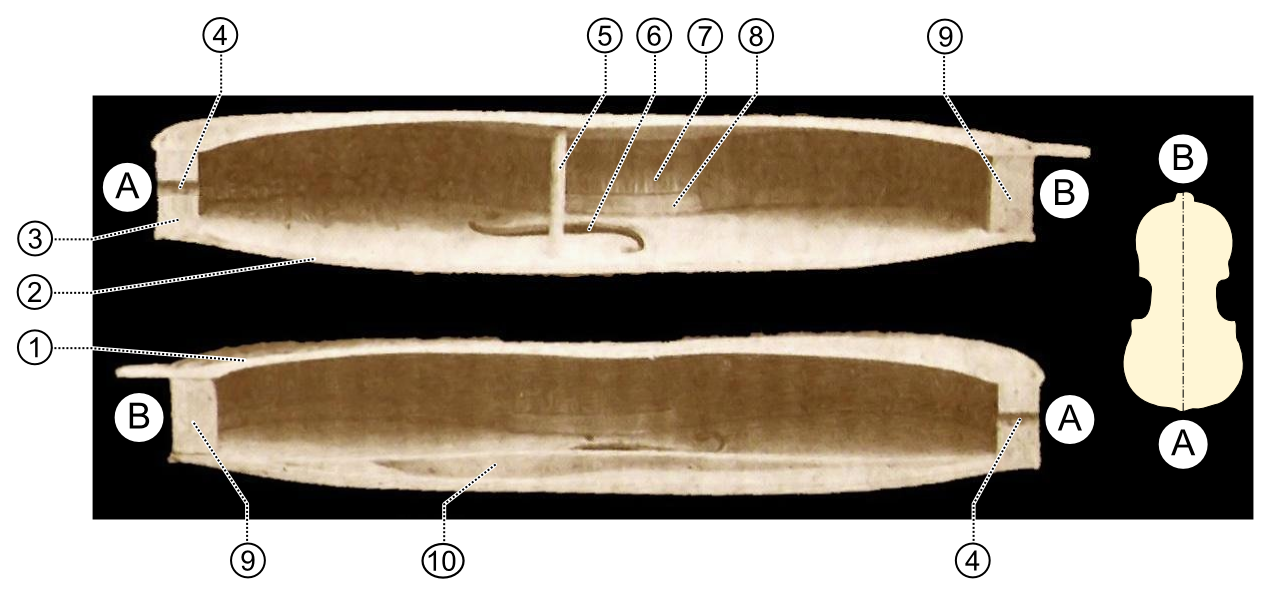
바이올린의 단면도. 버팀막대는 5번에 위치한다.

버팀막대(sound post)란 바이올린 등의 현악기의 앞판 위의 브리지에 끝부분에 고정된 작은 장부촉이며, 마찰력을 이용해 앞판과 뒤판을 서로 연결시키는 역할을 한다. 앞판 위의 브리지에 의한 현의 장력을 버티게 해주는 구조적인 역할 또한 담당하며, 앞판의 진동을 뒤판에 전하거나 진동을 변화시켜 음색을 바꾸는 역할을 한다.
버팀막대는 때때로 프랑스어로 영혼이라는 의미의 암(âme)이라는 단어로 사용되기도 하며, 이탈리아어로는 같은 의미의 아니마(anima)라는 단어가 사용된다.
버팀막대가 사용되는 악기는 다음과 같다.
- 모든 바이올린족 악기
- 일부 비올족 악기
- 일부 아치탑 기타